# Anstaltskirche der Diakonie (Halle)

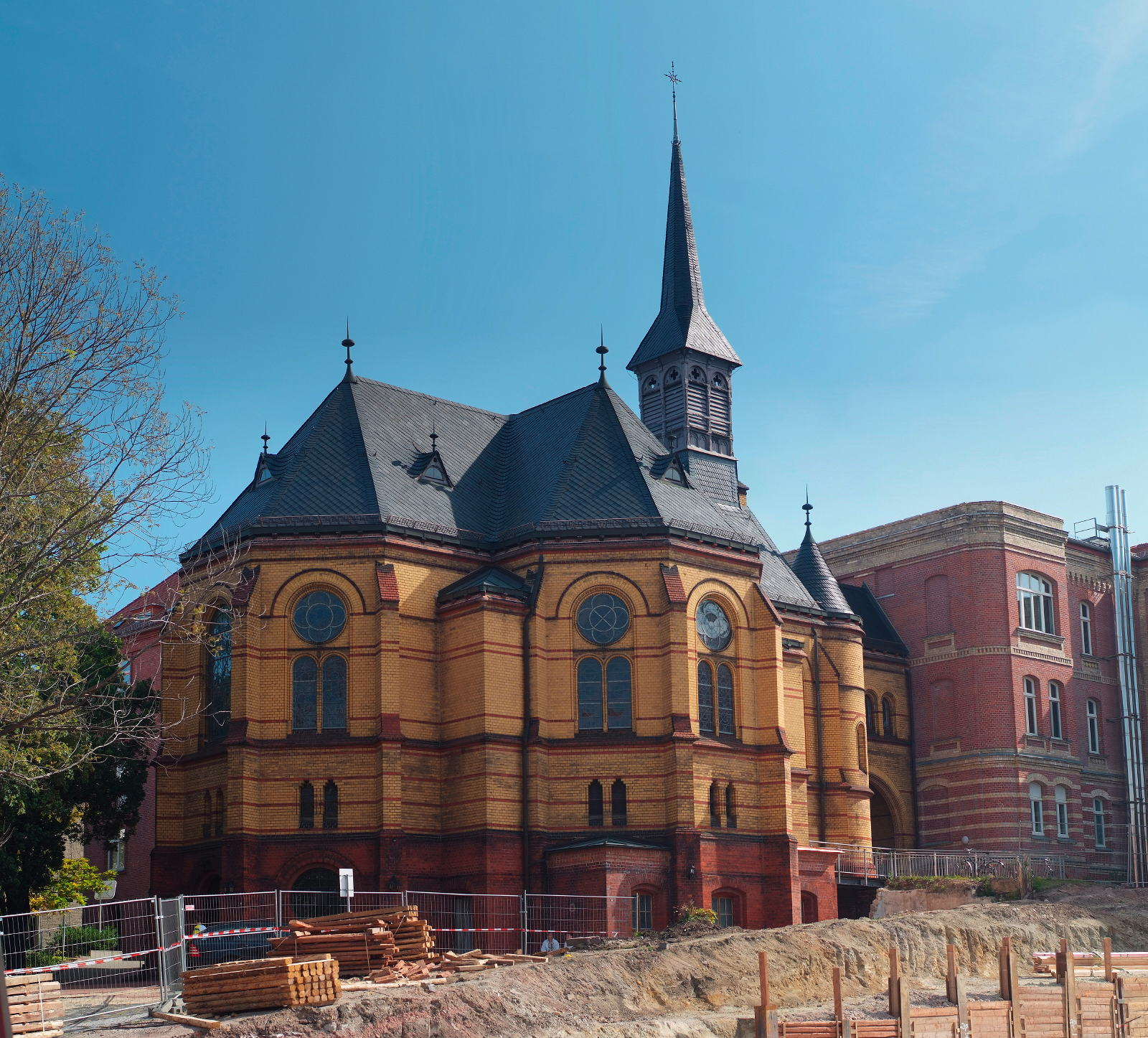
Kirche im Diakoniewerk

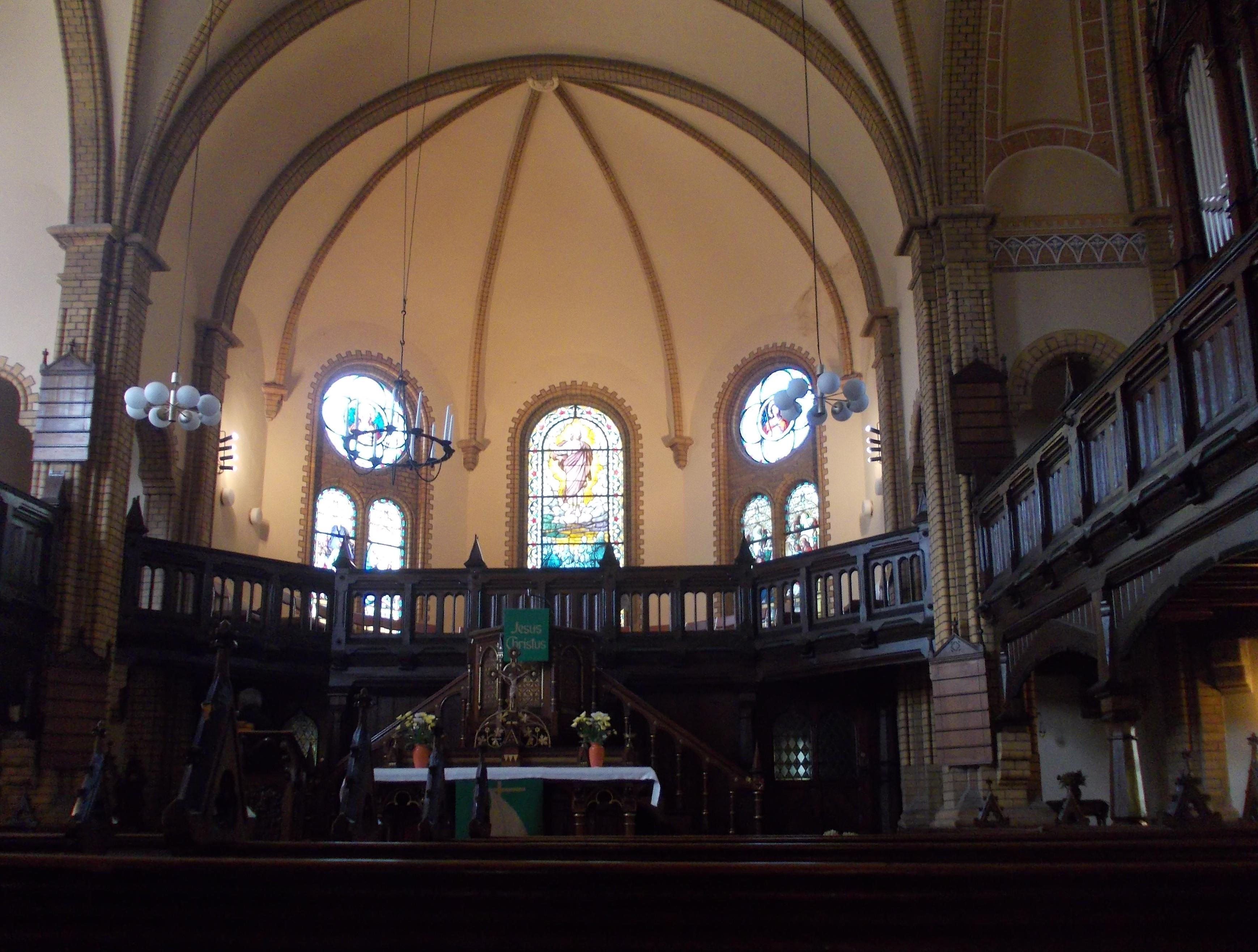
Innenansicht

Die Anstaltskirche der Diakonie oder Kirche im Diakoniewerk wurde 1893 als Bestandteil der Diakonissenanstalt nach Plänen von Friedrich Fahro in Halle (Saale) errichtet. Die Kirche ist gemeinsam mit der Philippuskirche in Leipzig einer von nur zwei Sakralbauten in Mitteldeutschland nach dem Wiesbadener Programm.
Die Diakonissenanstalt, deren historische Teile ab 1867 erbaut wurden, war Halles erstes modernes Großkrankenhaus und zugleich zentrale Niederlassung des Ordens in der Provinz Sachsen. Die Kirche steht im Garten der Anstalt und ist von Diakoniebauten umgeben.
Das Kirchengebäude ist ein kleiner Zentralbau mit kreuzartigem Grundriss in neugotischem Stil. Drei Kreuzarme wurden als Konchen angelegt. Die Kirche besitzt einen Vierungsturm. Die neugotische Innenausstattung ist noch nahezu vollständig erhalten. Der südliche Kreuzarm wurde mit zweigeschossigen Emporen ausgestattet, die anderen drei Kreuzarme mit einfachen Emporen. Der Altar steht vor dem nördlichen Kreuzarm, dahinter die Kanzel. Dadurch ist der Altar als Zentrum des liturgischen Geschehens auf drei Seiten vom Gestühl der Kirche umgeben und erlangt so auch räumlich zentrale Bedeutung. Fahro folgt mit seiner Raumanlage dem Wiesbadener Programm für die Gestaltung evangelischer Predigtkirchen. Der Kirche wird eine besondere architektonische Bedeutung beigemessen, da sie als eines der frühesten Beispiele für diesen Raumtyp gilt, der den Kirchenbau des 19. und 20. Jahrhunderts maßgeblich beeinflusste.
Neben einem ebenerdigen Eingang von der Parkseite besteht als Besonderheit ein zweiter Eingang über einen brückenartigen Zugang im Obergeschoss, der den direkten Zutritt von den Krankenhausfluren aus erlaubt.

## Orgel
1908 erhielt die Kirche eine neue Orgel von Orgelbaumeister Wilhelm Rühlmann aus Zörbig. Dieses Instrument ersetzte die bis dahin auf der Nordempore installierte, aus dem Jahr 1879 stammende Orgel, die zuvor bereits in der Kapelle der Diakonissenanstalt installiert war. Die neue Orgel wurde ihrer Größe wegen auf der östlichen Seitenempore installiert. Sie hat zwanzig Register und besitzt bis heute ihre ursprüngliche romantische Disposition. 1994 wurde sie durch Dutschke/Dambeck fachgerecht saniert.

## Glocken
Die Kirche besitzt heute zwei Glocken, die den schlanken Dachreiter aus Holz bis an die Grenze ausfüllen. Die große Glocke wurde 1957 durch die Gießerei Schilling gegossen, die kleinere entstand 1929 bei den mitteldeutschen Stahlwerken in Lauchhammer, besteht aber aus Bronze. Beide Instrumente läuten an gekröpften Jochen. Sie sind mit  „Carl“ und „Otto“ benannt. Namensgeber waren hierbei Superintendent Carl Moehr (1916 – 1927) und Vorsteher Otto Jordan (1872 – 1916). 2020 wurde die Steuerung der Läuteanlage komplett saniert.